# Eric Murray
Eric Gordon Murray (født 6. maj 1982 i Hastings, New Zealand) er en newzealandsk tidligere roer, dobbelt olympisk guldvinder og ottedobbelt verdensmester.
Murray vandt guld i toer uden styrmand ved både OL 2012 i London og OL 2016 i Rio de Janeiro, begge gange som makker til Hamish Bond. Han deltog også ved OL 2004 i Athen og OL 2008 i Beijing, begge gange som del af den newzealandske firer uden styrmand.
Murray og Bond vandt desuden intet mindre end otte VM-guldmedaljer gennem karrieren, syv i toer uden styrmand og én i toer med styrmand.

## Resultater

### OL-medaljer
- 2012:  Guld i toer uden styrmand
- 2016:  Guld i toer uden styrmand

### VM-medaljer
- VM i roning 2007:  Guld i toer uden styrmand
- VM i roning 2009:  Guld i toer uden styrmand
- VM i roning 2010:  Guld i toer uden styrmand
- VM i roning 2011:  Guld i toer uden styrmand
- VM i roning 2013:  Guld i toer uden styrmand
- VM i roning 2014:  Guld i toer med styrmand
- VM i roning 2014:  Guld i toer uden styrmand
- VM i roning 2015:  Guld i toer uden styrmand